# Reno Piscopo
Reno Mauro Piscopo (Melbourne, 27 maggio 1998) è un calciatore australiano con cittadinanza italiana, attaccante del Melbourne Victory.

## Biografia
È nato a Melbourne, da padre italiano e madre maltese.

## Caratteristiche tecniche
È un'ala sinistra, in grado di agire da trequartista.

## Carriera

### Club
Nel 2011 viene tesserato dall'Inter, che lo aggrega al proprio settore giovanile. Il 31 gennaio 2017 viene acquistato dal Torino, firmando un accordo valido fino al 2019. Il 7 agosto 2017 si accorda per tre stagioni con il Renate, in Serie C.
Il 18 agosto 2019 firma un triennale con il Wellington Phoenix, società neozelandese impegnata nel campionato australiano. Il 21 giugno 2022 passa a parametro zero al Newcastle Jets, firmando un contratto biennale.

### Nazionale
Dopo aver rappresentato l'Italia a livello giovanile, nel 2016 accetta la convocazione da parte dell'Australia Under-20. Nel 2021 prende parte alle Olimpiadi di Tokyo con la selezione olimpica.

## Statistiche

### Presenze e reti nei club
Statistiche aggiornate al 9 novembre 2024.
| Stagione                  | Squadra                   | Campionato                | Campionato | Campionato | Coppe nazionali | Coppe nazionali | Coppe nazionali | Coppe continentali | Coppe continentali | Coppe continentali | Altre coppe | Altre coppe | Altre coppe | Totale | Totale |
| Stagione                  | Squadra                   | Comp                      | Pres       | Reti       | Comp            | Pres            | Reti            | Comp               | Pres               | Reti               | Comp        | Pres        | Reti        | Pres   | Reti   |
| ------------------------- | ------------------------- | ------------------------- | ---------- | ---------- | --------------- | --------------- | --------------- | ------------------ | ------------------ | ------------------ | ----------- | ----------- | ----------- | ------ | ------ |
| 2017-2018                 | Renate                    | C                         | 18+1       | 0          | CI+CI-C         | 0+1             | 0               | -                  | -                  | -                  | -           | -           | -           | 20     | 0      |
| 2018-2019                 | Renate                    | C                         | 32         | 5          | CI+CI-C         | 1+1             | 0               | -                  | -                  | -                  | -           | -           | -           | 34     | 5      |
| Totale Renate             | Totale Renate             | Totale Renate             | 50+1       | 5          |                 | 3               | 0               |                    | -                  | -                  |             | -           | -           | 54     | 5      |
| 2019-2020                 | Wellington Phoenix        | AL                        | 20+1       | 2          | CA              | -               | -               | -                  | -                  | -                  | -           | -           | -           | 21     | 2      |
| 2020-2021                 | Wellington Phoenix        | AL                        | 16         | 2          | -               | -               | -               | -                  | -                  | -                  | -           | -           | -           | 16     | 2      |
| 2021-2022                 | Wellington Phoenix        | AL                        | 21+1       | 4          | CA              | 2               | 0               | -                  | -                  | -                  | -           | -           | -           | 24     | 4      |
| Totale Wellington Phoenix | Totale Wellington Phoenix | Totale Wellington Phoenix | 57+2       | 8          |                 | 2               | 0               |                    | -                  | -                  |             | -           | -           | 61     | 8      |
| 2022-2023                 | Newcastle Jets            | AL                        | 18         | 1          | CA              | 0               | 0               | -                  | -                  | -                  | -           | -           | -           | 18     | 1      |
| 2023-2024                 | Newcastle Jets            | AL                        | 15         | 1          | CA              | 1               | 0               | -                  | -                  | -                  | -           | -           | -           | 16     | 1      |
| Totale Newcastle Jets     | Totale Newcastle Jets     | Totale Newcastle Jets     | 33         | 2          |                 | 1               | 0               |                    | -                  | -                  |             | -           | -           | 34     | 2      |
| 2024-2025                 | Melbourne Victory         | AL                        | 4          | 1          | CA              | 5               | 0               | -                  | -                  | -                  | -           | -           | -           | 9      | 1      |
| Totale carriera           | Totale carriera           | Totale carriera           | 147        | 16         |                 | 11              | 0               |                    | -                  | -                  |             | -           | -           | 158    | 16     |

## Palmarès

### Club

#### Competizioni giovanili
- Supercoppa Under-17: 1

Inter: 2014